# 예술활동
예술활동 또는 창의 예술은 창의성이 담긴 표현, 스토리텔링, 문화 참여를 포함하는 광범위한 인간의 행위이다. 
예술은 다양한 매체를 통해 다채롭고 복합적인 사고, 행동, 존재 양식을 포괄한다. 예술은 인간 삶의 역동적이면서도 특징적인 불변의 요소로서, 끊임없는 연구와 훈련, 또는 특정 전통, 여러 세대, 심지어 문명 간의 이론화를 통해 점점 더 양식화되고 복잡한 형태로 발전해왔다. 예술은 인간이 자신만의 사회적, 문화적, 개인적 정체성을 함양하는 동시에 가치, 인상, 판단, 아이디어, 비전, 영적 의미, 삶의 패턴, 경험을 시간과 공간을 넘어 전달하는 매개체이다.
예술은 세 가지 주요 분야로 나뉜다. 시각 예술의 예로는 건축, 세라믹스, 소묘, 영화 제작, 회화, 사진술, 조각이 있다. 문학의 예로는 허구, 드라마, 시 (문학), 산문이 있다. 공연 예술의 예로는 춤, 음악, 연극이 있다. 예술은 능력과 상상력을 사용하여 물체와 공연을 만들어내고, 통찰력과 경험을 전달하며, 새로운 자연 환경과 공간을 구축할 수 있다.
예술은 일반적이거나 대중적이거나 일상적인 관행뿐만 아니라 더욱 정교하고 체계적이거나 제도화된 관행을 의미할 수 있다. 예술은 개별적이고 독립적일 수도 있고, 만화에서 그림과 글을 결합하는 것처럼 다른 예술 형태와 결합하거나 얽힐 수도 있다. 예술 형태는 시네마토그래피처럼 더 복잡한 예술 형태의 측면을 발전시키거나 기여할 수도 있다. 정의에 따르면, 예술 자체는 끊임없이 재정의될 수 있다. 예를 들어, 근대 미술의 실천은 예술과 그 생산, 수용, 가능성의 조건이 겪을 수 있는 변화하는 경계, 즉흥성 및 실험, 반사적 특성, 자기 비판 또는 질문에 대한 증거이다.
예술은 주의력과 감수성 능력을 개발하는 수단이자 그 자체로 목적(예술지상주의)으로서 세상에 대한 반응의 한 형태가 될 수 있다. 이는 인간의 반응과 인간이 가치 있는 목표 또는 추구라고 여기는 것을 변화시키는 방법이다. 후기 구석기 시대의 선사 시대 동굴 벽화부터 고대 및 현대의 의식 (문화) 형태, 현대의 영화에 이르기까지 예술은 인간과 서로 그리고 세상과의 끊임없이 변화하는 관계를 기록하고, 구현하며, 보존해왔다.

## 같이 보기
- 미술 평론
- 영화 평론
- 문학평론